# Alkanna aucherana
Alkanna aucherana är en strävbladig växtart som beskrevs av A. Dc. Alkanna aucherana ingår i släktet Alkanna och familjen strävbladiga växter. Inga underarter finns listade i Catalogue of Life.